# Damsum

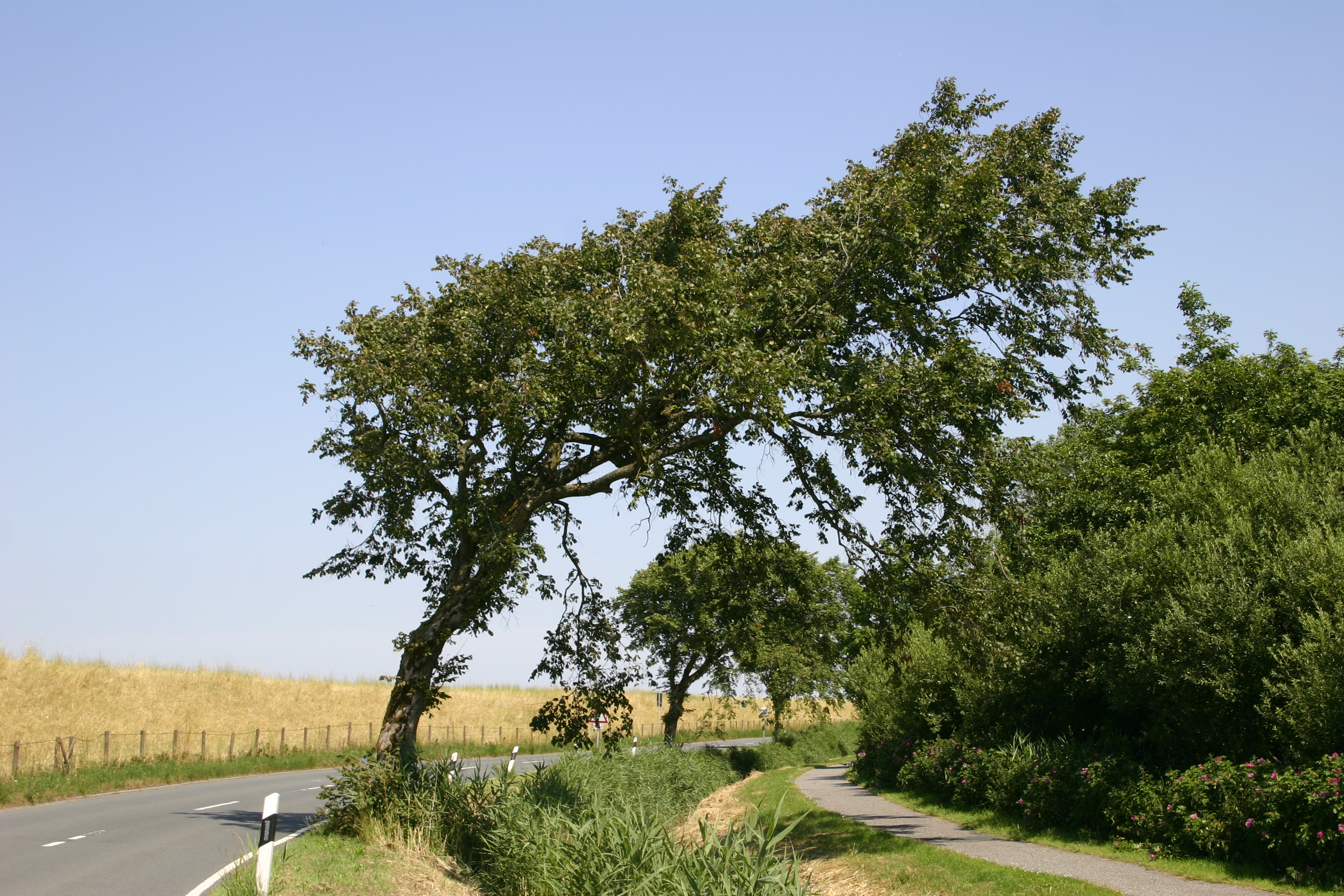
„Windlooper“ in Damsum.

Damsum ist ein Ortsteil der Gemeinde Holtgast in der ostfriesischen Samtgemeinde Esens.
Der Ort liegt auf einer Höhe von 2 Metern über Normalnull etwa sechs Kilometer westnordwestlich von Esens und rund vier Kilometer ostsüdöstlich von Dornumersiel. Der Ortsteil umfasst neben Damsum auch die Wohnplätze Gründeich und Siepkwerdum, die zusammen eine Fläche von 3,51 Quadratkilometer bedecken. Erstmals wird der Ort im Jahre 1434 als Damzum urkundlich genannt. Die heutige Schreibweise ist seit 1585 geläufig. Der Ortsname wird entweder als Zusammensetzung des Rufnamens Dammo oder des altfriesischen Wortes für Damm oder Deich mit Heim gedeutet.
Sehenswert ist einer der kleinsten Privatfriedhöfe Ostfrieslands, der 1474 auf einer kleinen Wurt in Siepkwerdum angelegt wurde sowie mehrere Windlooper, also durch häufige Nordwest-Winde gebeugten Bäume in Gründeich.